# ANDERS! Hengelo
Lokaal Hengelo, ook Anders! genoemd, is een lokale politieke partij in de gemeente Hengelo, gelegen in de Nederlandse provincie Overijssel. De partij werd opgericht op 4 augustus 2015 door afgescheiden leden van Pro Hengelo, met als doel de belangen van de inwoners van Hengelo te behartigen op lokaal niveau.

## Geschiedenis
Lokaal Hengelo werd opgericht op 4 augustus 2015 door vertrekkende leden van Pro Hengelo, een andere lokale politieke partij in de gemeente Hengelo. De oprichting van Lokaal Hengelo kwam voort uit de behoefte van deze leden om een nieuwe politieke beweging te vormen. Lokaal Hengelo had vanaf de oprichting een afgesplitst raadslid, Janssen. Later, op 1 januari 2018, voegde zich een tweede dissident raadslid bij hem, Van Veen.
Na de verkiezingen van 2018 bezette de partij drie zetels. Er waren tussentijdse wisselingen door ziekte en het stoppen van raadsleden. Hierdoor keerde raadslid Leo Janssen terug in de gemeenteraad, deze splitste zich echter meteen na aantreden af van de fractie. Bij de verkiezingen van 2022 behield Lokaal Hengelo haar twee zetels.
In 2023 besloot de partij zich ter onderscheiding Anders! te gaan noemen. De officiële naam bleef 'Lokaal Hengelo'.

## Verkiezingsresultaten
| Verkiezingsjaar | Lijsttrekker    | Aantal Stemmen | % van de stemmers | Aantal behaalde zetels | Collegedeelname |
| 2018            | Gerrit Megelink | 3363           | 9,36%             | 3/37                   | -               |
| 2022            | Glenn Dedecker  | 2305           | 6,99%             | 2/37                   | -               |
| 2026            |                 |                |                   |                        |                 |
| --------------- | --------------- | -------------- | ----------------- | ---------------------- | --------------- |

## Standpunten in 2024[5]

### Meer inspraak
1. Directe inspraak van inwoners via bindende referenda en burgertoppen.
2. Ambtenaren en wethouders moeten in de gemeente Hengelo wonen.
3. Gekozen Burgemeester.

### Binnenstad
1. Leegstand winkels aanpakken in Hengelo.
2. Pandeigenaren stimuleren om de leegstand tegen te gaan. Huur tijdelijk subsidiëren of belastingen verhogen als pand leeg staat.
3. Meer horeca in binnenstad en meer geconcentreerd rondom de verschillende pleinen (Burgemeester Jansenplein, Marktplein en Schouwburgplein) binnen een gelijk speelveld.
4. Gratis parkeren in de Binnenstad. Maak het aantrekkelijker voor mensen om te komen en langer te blijven.
5. Betere faciliteiten voor fietsen met overdekte en bewaakte stallingen en oplaadpunten voor e-bikes.
6. Meer promotie en informatievoorziening richting eigen inwoner en inwoners in de regio voor de binnenstad.
7. Meer speelfaciliteiten en toestellen voor kinderen in de buurt van de horecapleinen, zodat ouders rustig kunnen genieten van de horeca.
8. Meer groen in de binnenstad.
9. Binnenstad beter bereikbaar maken voor auto’s

### Afval
1. Stoppen met ondergrondse (diftar), grijze container terug en overstappen op nascheiding.
2. Grofvuil weer periodiek aan de straat zetten en stortingslimiet van 50 kilo verhogen naar 250 kilo.
3. Afval goedkoper: Vultarief naar beneden of zelfs huisafval gratis.

### Duurzaamheid
1. Meer groen in de gehele stad.
2. Offer niet onnodig groen op. Ook niet voor zonneparken.
3. Inwoners stimuleren om groene tuinen /daken te nemen.
4. Alle straatverlichting LED.
5. Eerst besparende maatregelingen doorvoeren voor gebouwen zoals dubbel glas en isolatie, vervolgens zonnepanelen op daken van woningen, fabriekshallen, parkeerplaatsen en geluidswallen. Hierna pas kijken naar zonneparken.
6. Geen windturbines in Hengelo.
7. Warmtenet ; enquête onder inwoners afnemen om noodzaak te peilen.
8. Vrije keuze voor energieleveranciers in Hengelo
9. Alternatieve vormen van duurzame opwekking beter onderzoeken.

### Parkeren
1. Realisatie gratis parkeren in heel Hengelo. Ook de binnenstad.
2. Foutparkeren in de wijken aanpakken.
3. Meer bovengrondse parkeercapaciteit in het centrum en in de wijken.

### Veiligheid
1. Meer camera’s als extra ondersteuning van de politie, maar niet ter vervanging.
2. Handhaven veiligheid rondom scholen na schooltijd waar openlijk drugs wordt gedeald m.b.v. camera’s.
3. Toelaten van kansspelautomaat hallen om gokken uit de illegaliteit te halen en gokverslaving te bestrijden.
4. Meer straatverlichting op plekken waar men zich onveilig voelt.

### Sociaal
1. Herinvoeren van gezonde (warme) maaltijden op het lager onderwijs, zodat kinderen ten minste eenmaal per dag eten hebben.
2. Opzetten actieplan tegen de groeiende armoede in Hengelo.
3. De gemeente ondersteunt actief organisaties die mensen voorzien van onderdak, eten, huisraad en kleding. Zoals Stichting Help Anderen en de Voedselbank.
4. WMO beleid meer op maat en adequaat. Meedenken met zorgbehoefte mensen om verspilling zorggeld te voorkomen.
5. Vrij keuze wie WMO-zorg levert.
6. Jongeren helpen met schulden, in ruil voor maatschappelijk werk (waardigheid).
7. Meer aandacht voor eenzaamheid onder ouderen.
8. Ongelijkheid verkleinen doordat de gemeente bijlessen gaat betalen voor ouders die weinig geld hebben
9. Preventie van malafide zorgbureaus door betere controle op declaraties en toelating.

### Kunst en Cultuur
1. Meer respect voor erfgoed dus historische panden niet slopen.
2. De gemeente moet meer geld beschikbaar stellen voor behoud en renovatie van monumentale gebouwen
3. Een permanente kunstzaal met horeca in het centrum van Hengelo voor Kunst en Cultuur
4. Meer structurele middelen voor Kunst en Cultuur
5. Stoppen met geld uitgeven aan nutteloze onderzoeken en externe inhuur bij gemeente rondom Kunst en Cultuur. Dit geld kan dan structureel een bijdrage leveren aan bijvoorbeeld de vaste kunstzaal.
6. Beleidsambtenaren voor Kunst en Cultuur moeten op loonlijst staan van gemeente en wonen in Hengelo.

### Sport
1. Sportpark veldwijk gebruiken als regionale topsport locatie voor talenten in de breedtesport.
2. Alle sportvelden voorzien van LED verlichting.
3. Stimuleren plaatsing zonnepanelen op daken verenigingsgebouwen.

### Honden
1. Hondenbelasting afschaffen.
2. Meer prullenbakken voor hondenpoep.
3. Meer losloop plekken voor honden. Eventueel met hekken eromheen.
4. Overal toegang voor hulphonden.